# Bechdeli (Zangilan)
Bechdeli est un village de la région de Zangilan en Azerbaïdjan.

## Histoire
En 1993-2020, Bechdeli était sous le contrôle des forces armées arméniennes. Le 7 novembre 2020, le village de Bechdeli a été restitué sous le contrôle de l'Azerbaïdjan.